# Chaymaa Mourtaji
Chaymaa Mourtaji (en arabe : شيماء مرتاجي), née le 8 décembre 1995 à Casablanca, est une footballeuse internationale marocaine qui joue comme attaquante à l'AS FAR.

## Carrière en club

### Avec le Sporting Casablanca (2020-2024)
Chaymaa Mourtaji joue au Difaâ Hassani d'El Jadida avant de rejoindre le Sporting Casablanca en décembre 2020 avec lequel elle contribue à l'accession du club en 1re division pour la saison 2021-2022.

#### Ligue des champions 2023
Après avoir terminé vice-champion du Maroc de la saison 2022-2023 à l'issue de laquelle Chayma Mourtaji est élue meilleure joueuse et termine deuxième meilleure buteuse du championnat (22 réalisations), le Sporting Casablanca valide son ticket pour le tournoi UNAF qualificatif à la Ligue des champions 2023 qui se déroule en Alexandrie durant le mois d'août. Les autres équipes qualifiées sont l'Afak Relizane (Algérie), le Wadi Degla SC (Égypte) et l'ASF de Sousse (Tunisie). Lors de la première journée, Chaymaa Mourtaji contribue à la victoire du club marocain (4-3) face à l'Afak en inscrivant un doublé. Elle récidive en marquant deux autres buts la journée suivante contre les Tunisiennes de l'ASF de Sousse. Le Sporting décroche sa qualification pour la phase finale après avoir remporté ses trois matchs du tournoi qualificatif.
Chaymaa Mourtaji quitte le Sporting après quatre saisons passées au club.

### Avec l'AS FAR (2024-)
Chaymaa Mourtaji s'engage avec l'AS FAR, club marocain le plus titré. Elle dispute son premier match le 24 août 2024 contre le Club Football Akbou à Rouiba dans le cadre du tournoi UNAF qualificatif à la Ligue des champions féminine de la CAF 2024. Titularisée par Mohamed Amine Alioua, l'AS FAR s'impose sur le score de 4-0.

## Carrière en sélection

### Équipe du Maroc
Chaymaa Mourtaji est appelée pour la première fois en sélection pour un stage en février 2022. Durant le stage qui précède la CAN 2022, elle prend part à la série de matchs amicaux de préparation. Elle honore sa première sélection contre le Congo en entrant en jeu à la place d'Ibtissam Jraidi en début de deuxième mi-temps.

#### Coupe d'Afrique des nations 2022
En juillet 2022, elle est retenue par Reynald Pedros dans la liste des 26 joueuses convoquées pour la CAN 2022. Bien qu'elle fasse partie du groupe, elle n'entre pas en jeu durant cette édition qui voit le Maroc se qualifier pour la Coupe du monde 2023, sa première de l'histoire.

### Équipe du Maroc futsal
Chaymaa Mourtaji est appelée pour la première fois en sélection futsal par Adil Sayeh pour un stage au début du mois de juin 2025. Durant ce stage, le Maroc affronte la Slovaquie dans une double confrontation amicale au Complexe Mohammed VI. Mourtaji inscrit par ailleurs son premier but international lors de sa première apparition lors de la première manche qui se termine par un score de parité (2-2).

#### Coupe du monde 2025
Dans le cadre des préparations à la Coupe du monde 2025, elle est sélectionnée pour participer à un tournoi international en Croatie du 18 au 22 juin 2025. Le Maroc termine troisième de ce tournoi après deux victoires contre la Croatie (3-2) et contre le Groenland (5-0) et deux défaites contre la Pologne (4-1) et la République tchèque (3-0). Mourtaji participe à l'ensemble des matchs du tournoi, hormis celui contre le Groenland.

## Palmarès

### En club
AS FAR (2 titres)
- Championnat du Maroc :
  - Championne : 2024-25
- Tournoi de l'UNAF :
  - Vainqueur : 2024
- Ligue des champions féminine :
  -  Finaliste : 2024

 Sporting Casablanca (1 titre)
- Championnat du Maroc :
  - Vice-championne : 2022-23 et 2023-24
- Coupe du Trône :
  - Finaliste : 2021
- Ligue des champions féminine :
  - Finaliste : 2023
- Tournoi de l'UNAF :
  - Champion : 2023

 Équipe du Maroc
- Coupe d'Afrique des nations :
  -  Finaliste : 2022

 Équipe du Maroc futsal
- 3e place du tournoi de Croatie « Futsal Week » 2025

### Distinctions personnelles
- Meilleure joueuse du championnat du Maroc par l'UMFP : 2022-23